# Deganwy Castle
Deganwy Castle (walisisk: Castell Degannwy) var en tidlig fæstning i Gwynedd, der lå i Deganwy ved floden Conwy i Conwy, i det nordlige Wales. Den var anlagt på en 110 m høj vulkanprop.
I dag er der kun ganske få rester tilbage af borgen, primært jordvolde, voldgrav og lidt murrester.